# Gualter Salles
Gualter Salles (ur. 28 września 1970 roku w Rio de Janeiro) – brazylijski kierowca wyścigowy.

## Kariera
Salles rozpoczął karierę w międzynarodowych wyścigach samochodowych w 1991 roku od startów w Formule Opel Lotus Euroseries, gdzie raz stanął na podium. Z dorobkiem 45 punktów został sklasyfikowany na dziesiątej pozycji w końcowej klasyfikacji kierowców. Dwa lata później został wicemistrzem tej serii. W późniejszych latach Brazylijczyk pojawiał się także w stawce Formuły Opel Lotus Nations Cup, Południowoamerykańskiej Formuły 3, Brytyjskiej Formuły 3, Włoskiej Formuły 3, Grand Prix Makau, Masters of Formula 3, Global GT Championship, Indy Lights, CART, Mil Milhas Brasileiras, Indy Racing League, Grand American Rolex Series, Stock Car Brasil oraz American Le Mans Series.